# Rudolf Charousek
Rudolf Charousek (Praga, 19 de setembre de 1873 - Nagytétény, prop de Budapest, 18 d'abril de 1900) va ser un jugador d'escacs hongarès, nascut en el si d'una família jueva d'origen txec.
Rudolf Charousek va morir amb només 26 anys, víctima de la tuberculosi. En la seva curta carrera va guanyar el torneig de Budapest de 1896, empatat amb Mikhaïl Txigorin, a qui va vèncer en el desempat, i per davant de Harry Pillsbury, Dawid Janowsky, Carl Schlechter i Siegbert Tarrasch, el torneig de Berlín de 1897, per davant de Janowsky, Schlechter i Txigorin, i va quedar segon en el torneig de Colònia de 1898 darrere de Burn, i per davant de Wilhelm Steinitz, Schlechter i Janowsky, i empatat amb Txigorin i Cohn.
Va evolucionar des d'un estil romàntic fins al joc posicional de l'Escola moderna d'escacs. La seva primerenca mort va evitar que es convertís en un dels millors escaquistes de la història.